# Phosgenit
Phosgenit, auch unter seinen bergmännischen Bezeichnungen Bleihornerz oder Hornblei sowie synonym als Cromfordit oder Kerasin bzw. bekannt, ist ein selten vorkommendes Mineral aus der Mineralklasse der „Carbonate und Nitrate“ mit der chemischen Zusammensetzung Pb2[Cl2|CO3]. Das Mineral ist damit chemisch gesehen ein Blei-Carbonat mit zusätzlichen Chlorionen.
Phosgenit kristallisiert im tetragonalen Kristallsystem und entwickelt meist kurz- bis langprismatische oder tafelige Kristalle, aber auch körnige bis massige Mineral-Aggregate mit diamantähnlichem Glanz auf den Oberflächen. In reiner Form ist Phosgenit farblos und durchsichtig. Durch vielfache Lichtbrechung aufgrund von Gitterbaufehlern oder polykristalliner Ausbildung kann er aber auch durchscheinend weiß erscheinen und durch Fremdbeimengungen eine hellrosa, grünliche, gelbliche oder bräunlichgelbe bis braune Farbe annehmen.

## Etymologie und Geschichte
Als Erstbeschreibung des Phosgenits gilt die von 1841 durch August Breithaupt (1791–1873), der das Mineral aufgrund seiner Zusammensetzung nach der chemischen Verbindung Phosgen benannte. Es ist allerdings möglich, dass die Erstbeschreibung auch schon um 1800 durch Dietrich Ludwig Gustav Karsten erfolgte, der es in den „Mineralogischen Tabellen“ (Berlin, Erste Edition: 78) als Hornblei beschrieb, aber wohl nicht als eigenständiges Mineral erkannte.
Bereits 1785 wurde durch Charles Grenvill (nach Bridges und Smith, 1983) in England, genauer in der „Bage Mine“ bei Cromford in Derbyshire ein Mineral entdeckt, dass zunächst für eine neue Mineralart gehalten wurde und nach seiner Typlokalität als Cromfordit bezeichnet wurde. Später stellte sich allerdings heraus, dass es sich um Phosgenit handelte.

## Klassifikation
In der veralteten 8. Auflage der Mineralsystematik nach Strunz gehörte der Phosgenit zur Mineralklasse der „Carbonate“ und dort zur Abteilung „Wasserfreie Carbonate mit fremden Anionen“, wo er gemeinsam mit Beyerit, Bismutit und Kettnerit in der „Phosgenit-Bismutit-Gruppe“ mit der Systemnummer Vb/B.05 steht.
In der zuletzt 2018 überarbeiteten Lapis-Systematik nach Stefan Weiß, die formal auf der alten Systematik von Karl Hugo Strunz in der 8. Auflage basiert, erhielt das Mineral die System- und Mineralnummer V/C.09-010. Dies entspricht der Klasse der „Nitrate, Carbonate und Borate“ und dort der Abteilung „Wasserfreie Carbonate, mit fremden Anionen“, wo Phosgenit zusammen mit Beyerit, Bismutit und Kettnerit eine unbenannte Gruppe mit der Systemnummer V/C.09 bildet.
Die von der International Mineralogical Association (IMA) zuletzt 2009 aktualisierte 9. Auflage der Strunz’schen Mineralsystematik ordnet den Phosgenit in die Klasse der „Carbonate und Nitrate“ und dort in die Abteilung „Carbonate mit zusätzlichen Anionen; ohne H2O“ ein. Hier ist das Mineral in der Unterabteilung „Mit Pb, Bi“ zu finden, wo es als einziges Mitglied eine unbenannte Gruppe mit der Systemnummer 5.BE.20 bildet.
In der vorwiegend im englischen Sprachraum gebräuchlichen Systematik der Minerale nach Dana hat Phosgenit die System- und Mineralnummer 16a.03.04.01. Das entspricht der Klasse der „Carbonate, Nitrate und Borate“ und dort der Abteilung „Carbonate - Hydroxyl oder Halogen“. Hier findet er sich innerhalb der Unterabteilung „Carbonate - Hydroxyl oder Halogen mit (AB)2(XO)3Zq“ als einziges Mitglied in einer unbenannten Gruppe mit der Systemnummer 16a.03.04.

## Kristallstruktur
Phosgenit kristallisiert tetragonal in der Raumgruppe P4/mbm (Raumgruppen-Nr. 127) mit den Gitterparametern a = 8,16 Å und c = 8,88 Å sowie 4 Formeleinheiten pro Elementarzelle.

## Eigenschaften
Phosgenit zeigt gelegentlich schwache gelborange Fluoreszenz unter kurz- und langwelligem UV-Licht.

## Bildung und Fundorte

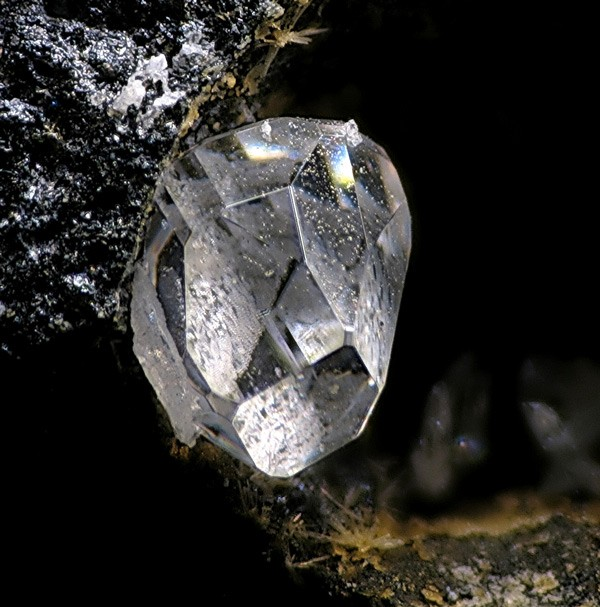
Wasserklarer Phosgenit aus der Schlackenlokalität Vrissaki Point, Lavrio, Attika, Griechenland (Vergleichsmaßstab: 1 ″ mit Einkerbung bei 1 cm)

Phosgenit ist ein typisches Sekundärmineral und bildet sich als Umwandlungsprodukt aus Bleiglanz (PbS) unter Einwirkung kohlensäurehaltiger oder chlorhaltiger Gewässer wie beispielsweise Meerwasser in der Oxidationszone von Blei-Lagerstätten. Es tritt dort in Paragenese mit Cerussit, Anglesit, Matlockit, Laurionit und anderen sekundären Bleimineralen auf.
Als seltene Mineralbildung konnte Phosgenit nur an wenigen Orten nachgewiesen werden, wobei bisher (Stand 2016) rund 150 Fundorte als bekannt gelten.
In Deutschland trat das Mineral bisher unter anderem auf Schlackenhalden bei Richelsdorf in Hessen, Astfeld in Niedersachsen und der ehemaligen Gemeinde Kall (heute Mechernich) sowie in verschiedenen Gruben bei Selbeck (Ratingen), Velbert, Essen und Marl in Nordrhein-Westfalen und Puderbach in Rheinland-Pfalz auf.
In Österreich fand man Phosgenit auf einer Schlackenhalde bei Waitschach (Gemeinde Hüttenberg) in Kärnten, auf Schlackenhalden in der Gemeinde Kolm-Saigurn im Hüttwinkl-Tal (Hohe Tauern) und bei Schwarzleo in der Gemeinde Leogang in Salzburg und in der Gemeinde Oberzeiring in der Steiermark.
Weitere Fundorte liegen unter anderem in Argentinien, Australien, Brasilien, Chile, Frankreich, Griechenland, Iran, Irland, Italien, Marokko, Mexiko, Namibia, Norwegen, Polen, Russland, Südafrika, Tschechien, Tunesien, im Vereinigten Königreich (UK) und den Vereinigten Staaten von Amerika (USA).

## Verwendung

### Als Pigment und in der Medizin
Bei der chemischen Analyse verschiedener Kosmetika und Augenschminke der Alten Ägypter wurden ungewöhnlicherweise auch Gemenganteile von Phosgenit und Laurionit gefunden. Beide Minerale sind überwiegend weiß und kommen nur selten in der Natur vor. Experimente bewiesen, dass die Verbindungen mit geringem Aufwand wenn auch zeitintensiv schon bei Zimmertemperatur synthetisch hergestellt werden kann. Die untersuchenden Forscher stellten die Vermutung auf, dass der Verwendungsgrund nicht allein die Einstellung der gewünschten Schminkfarbe gewesen sein konnte, da dies leichter durch die Verwendung des reichlich natürlich vorkommenden Cerussits zu bewerkstelligen gewesen wäre.
In der Römerzeit wurden diese Substanzen zu therapeutischen, gesundheitsvorbeugenden und kosmetischen Zwecken verwendet. In antiken Texten von Plinius dem Älteren und Pedanios Dioskurides ist zu lesen, dass das hergestellte Puder zu einer Art Augentropfen verarbeitet wurde oder genutzt wurde, um Hautflecken im Gesicht der Frauen zu überdecken.

### Als Schmuckstein
Zur kommerziellen Verwendung als Schmuckstein ist der Phosgenit mit einer Mohshärte von nur 2 bis 3 zu weich. Als Sammelobjekte werden sie dennoch gern von Hobby- oder auch professionellen Schleifern in Facettenform geschliffen.